# José de Diego
José de Diego y Martínez, né le 16 avril 1866 à Aguadilla et mort le 16 juillet 1918 à New York, est un homme politique, journaliste, poète, avocat et défenseur de l'indépendance de Porto Rico face à l'Espagne et aux États-Unis. Il est connu comme le père du mouvement indépendantiste portoricain.